# Njindom
Njindom est l'un des 23 villages de la commune de Mbengwi, département de la Momo de la région du Nord-Ouest du Cameroun.

## Population
Lors du recensement de 2005, la localité comptait 1 126 habitants.
Une étude locale de 2011 a évalué la population à 3 200 personnes.

## Équipements
Le village de Njindom accueille une crèche et un établissement secondaire (GTHS Njindom), un établissement de santé, une salle communautaire.